# Llanddewi Ystradenny
Pour les articles homonymes, voir Llanddewi.
Llanddewi Ystradenny est une communauté du Powys, au pays de Galles.

## Géographie
Llanddewi Ystradenny est située dans le centre du Powys, dans le comté historique du Radnorshire, à une dizaine kilomètres au nord-est de la ville de Llandrindod Wells. La communauté comprend les villages et hameaux de Llanddewi (au bord de l'Ithon (en), un affluent de la Wye) et Heartsease (en).

## Démographie
Au recensement de 2011, la communauté de Llanddewi Ystradenny comptait 310 habitants.